# Qark Korça

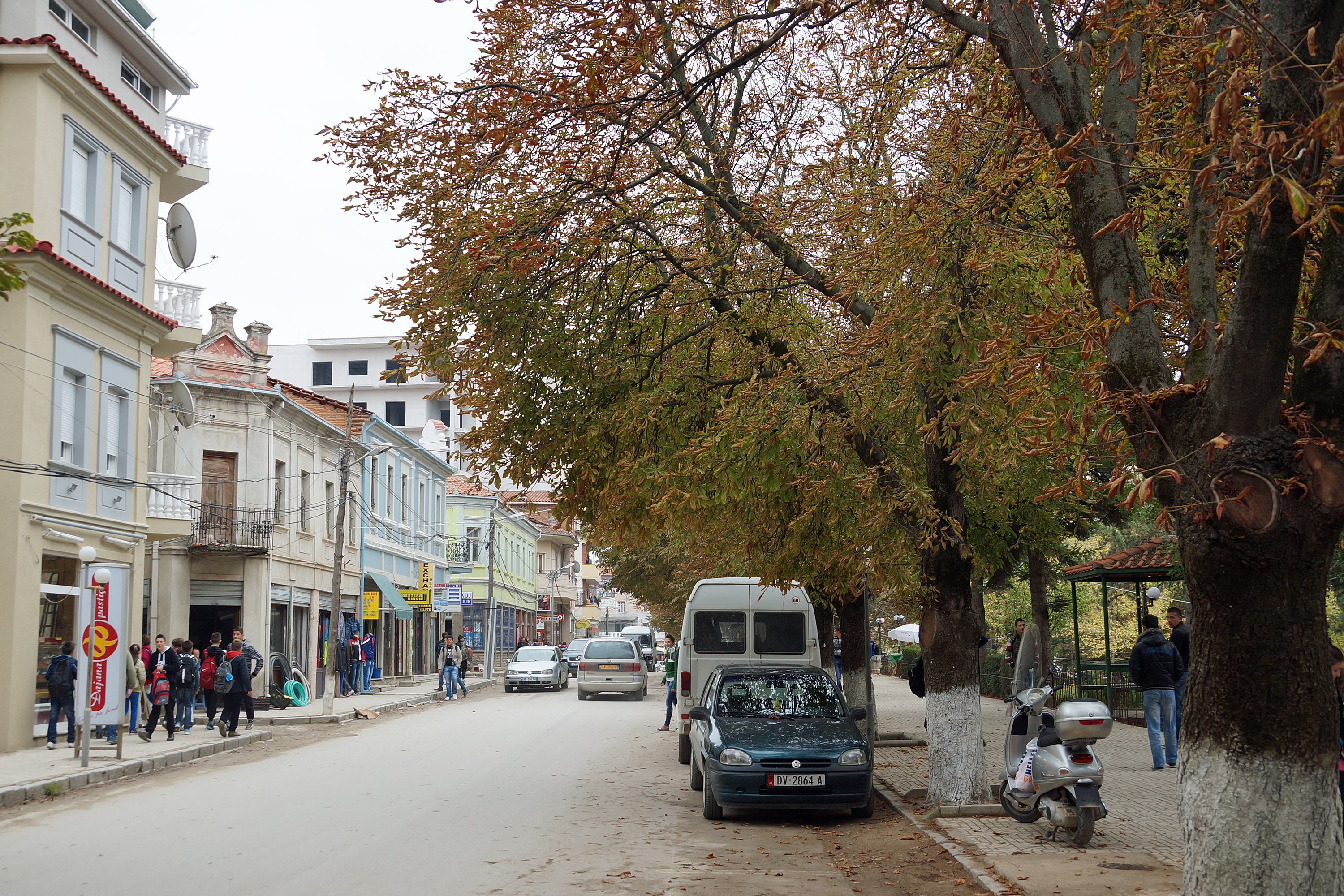
Im Zentrum von Bilisht

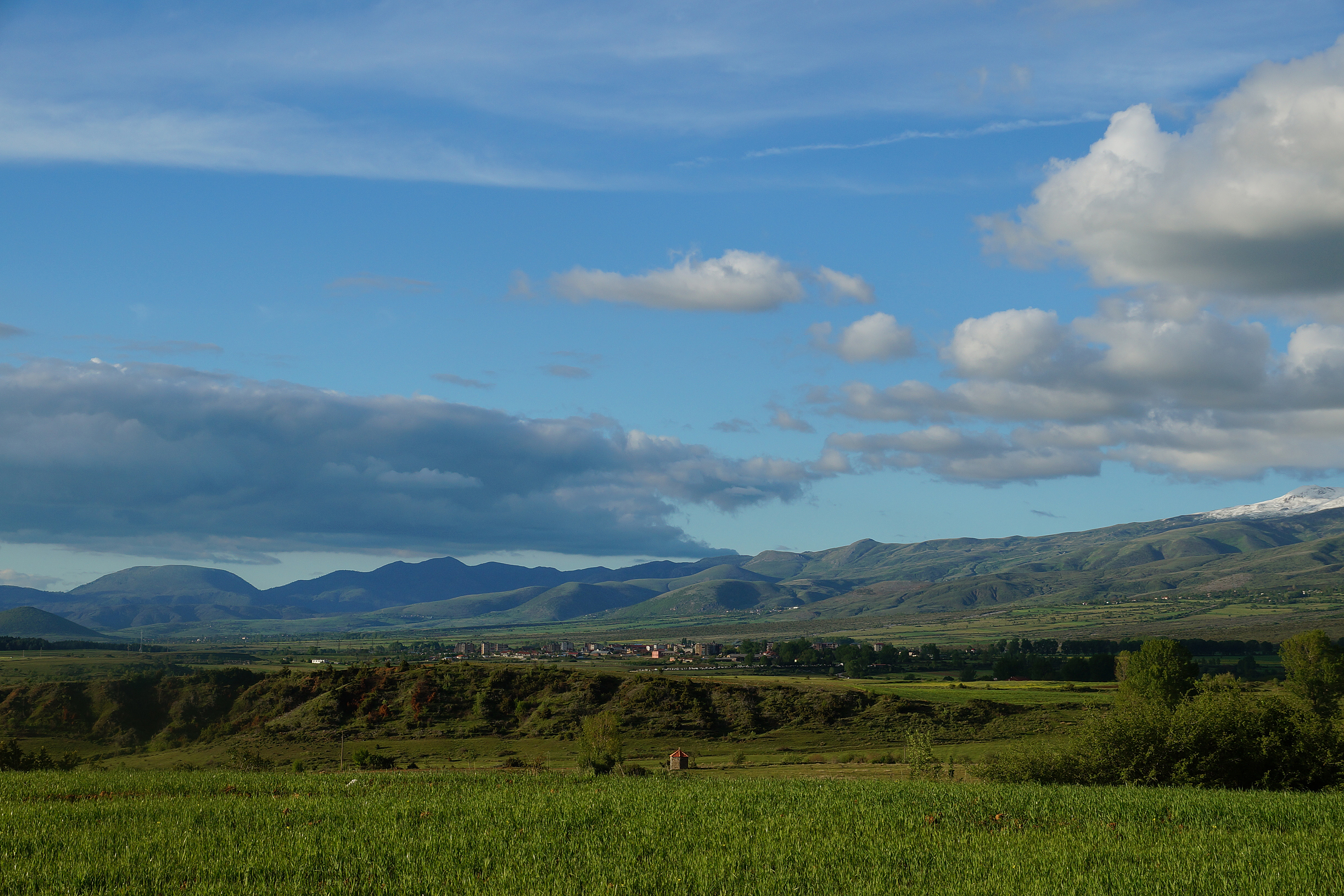
Erseka und Grammos-Bergzug

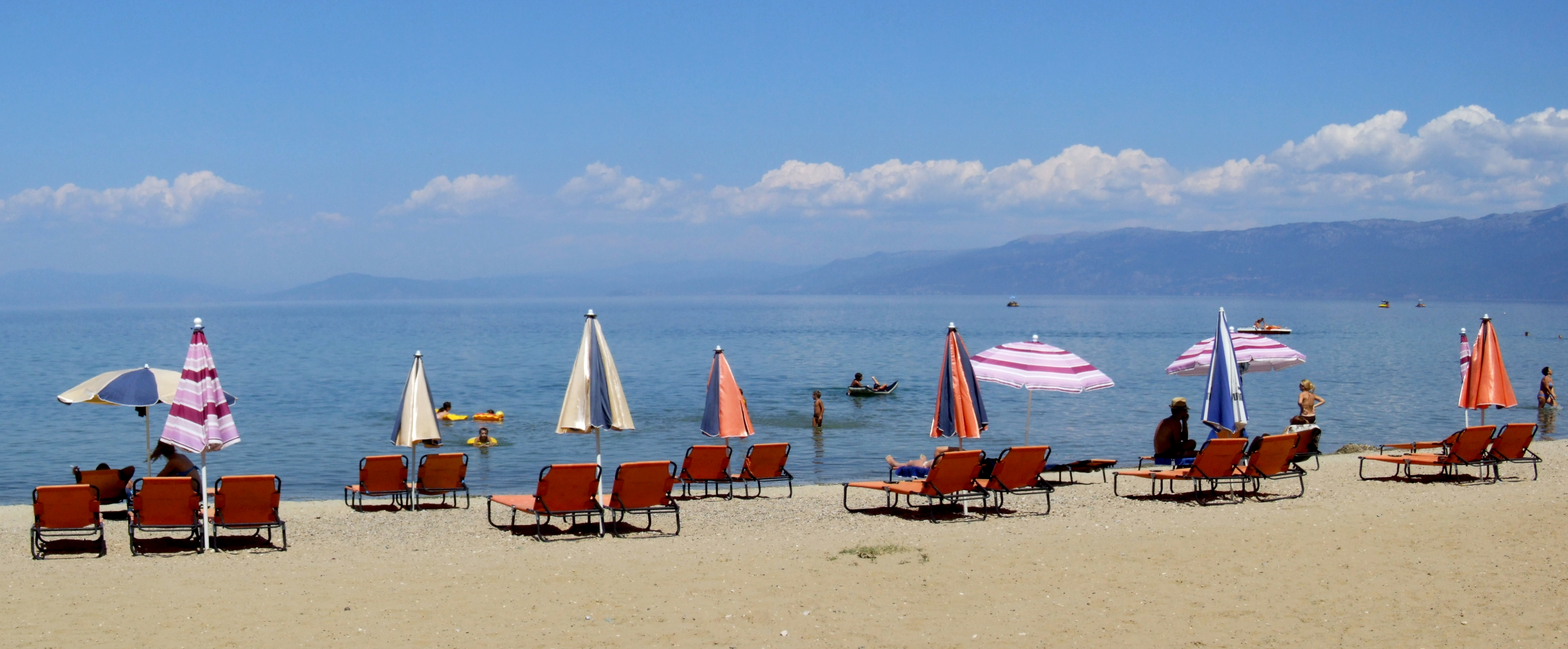
Strand bei Pogradec am Ohridsee

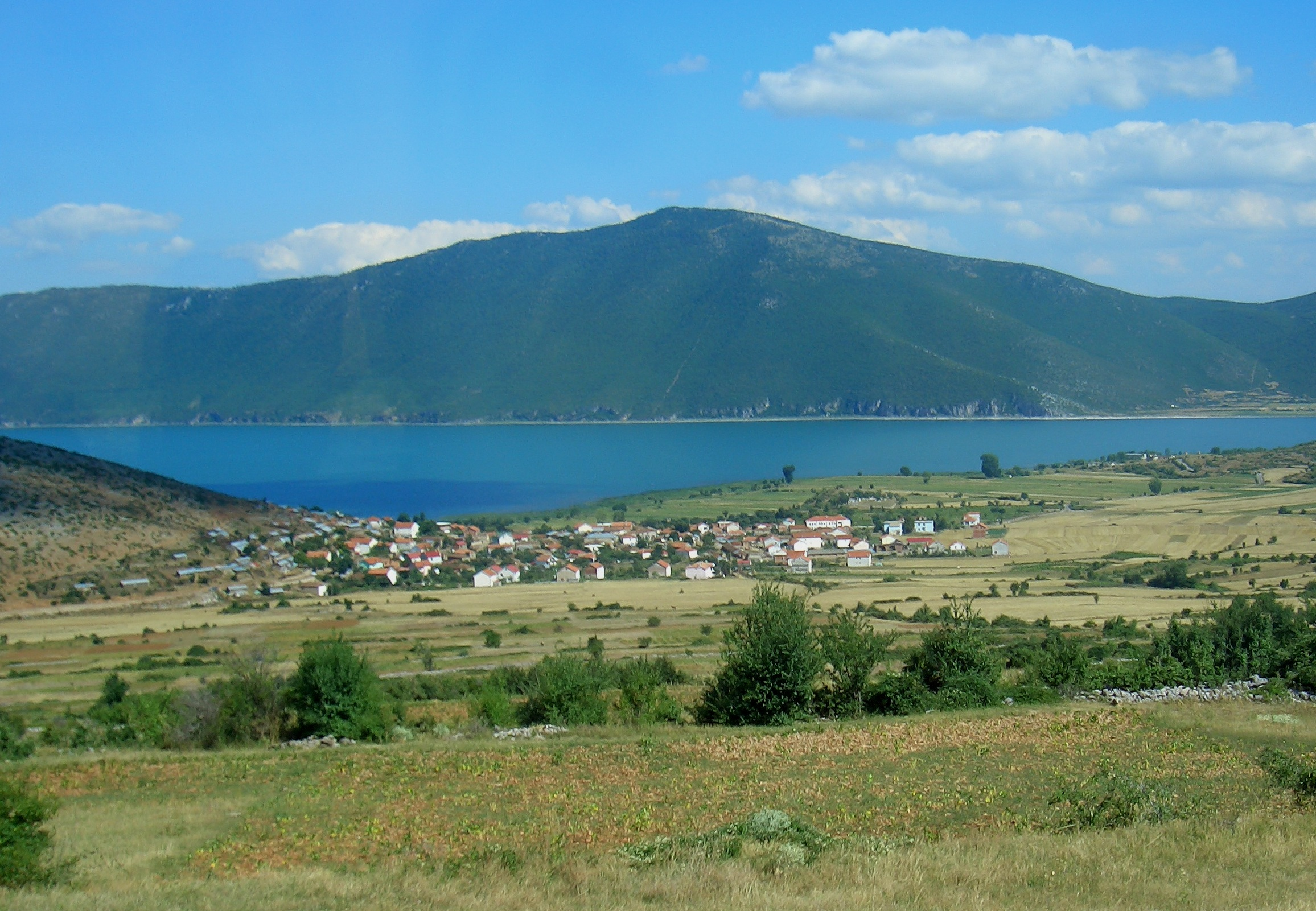
Pustec am Prespasee

Der Qark Korça (albanisch Qarku i Korçës) ist einer der zwölf Qarks in Albanien. Er liegt in Südostalbanien und hat eine Fläche von 3711 Quadratkilometern. Die Hauptstadt ist Korça.

## Geographie
Der Qark Korça umfasst den Südosten Albanien mit Korça als historischem, wirtschaftlichen und administrativen Zentrum. Die zweitgrößte Stadt ist Pogradec am Ohridsee. Im Nordosten grenzt der Qark Korça an Nordmazedonien, den Ohridsee und die Prespaseen. Im Osten und Süden ist die Grenze des Qarks auch Staatsgrenze zu Griechenland. Das ganze Gebiet ist stark gebirgig (höchster Punkt: Grammos mit 2523 m ü. A.), einzig die Ebene von Korça ermöglicht großflächigen Landwirtschaftsbetrieb. Im Qark entspringen wichtige Flüsse Mittel- und Südalbaniens, der Shkumbin, der Devoll und der Osum.
Das Landschaftsschutzgebiet Drenova-Sinica (ehemals Nationalpark Drenova) im Morava-Gebirge und der Nationalpark Prespa mit seinen artenreichen Feuchtgebieten bilden die größten Naturattraktionen des Qarks.
Der Qark ist heute in die sechs Gemeinden Devoll, Kolonja, Korça, Maliq, Pogradec und Pustec gegliedert. Bis 2015 gliederte sich das Gebiet in die Kreise Devoll, Kolonja, Korça und Pogradec sowie 38 Gemeinden.
Südwestlich des Qarks liegt der Qark Gjirokastra, westlich der Qark Berat und nordwestlich der Qark Elbasan.

## Bevölkerung
Die Volkszählung 2023 weist eine Bevölkerung von 173.091 Einwohnern aus. 2011 waren es noch 220.357 Einwohnern gewesen. In zwölf Jahren war die Einwohnerzahl somit um über 21 % zurückgegangen, etwa in einem ähnlichen Tempo wie in den zehn Jahren zuvor mit fast 20 %.
Im Qark gibt es zu Griechenland hin eine bedeutende mazedonische Minderheit, die insbesondere am Prespa-See lebt, und eine griechische Minderheit. In Voskopoja leben zudem einige Hundert Aromunen.
Mit einem Anteil von 58,98 Prozent bilden die Moslems die Mehrheit der Bevölkerung. Zusätzlich sind 2,07 Prozent der Einwohner Bektaschiten. Etwa 16,25 Prozent sind orthodoxe, 1,13 Prozent katholische, 0,3 Prozent evangelische und 0,06 Prozent andere Christen. 8,84 Prozent sind Gläubige ohne Konfession und 1,82 Prozent Atheisten. 10,25 Prozent machten 2011 keine Angabe zur Religion.

## Politik und Verwaltung
Der Qark-Rat (alb. Këshilli i Qarkut) zählt 24 Mitglieder.
Der Qark Korça stellte für die 2009 und 2013 beginnenden Legislaturperioden des albanischen Parlaments zwölf Abgeordnete von insgesamt 140.
| Gemeinde | Njësitë administrative (alte Gemeinden)                                             | Kreis    | Einwohner | Einwohner |
| Gemeinde | Njësitë administrative (alte Gemeinden)                                             | Kreis    | 2023      | 2011      |
| -------- | ----------------------------------------------------------------------------------- | -------- | --------- | --------- |
| Devoll   | Bilisht, Hoçisht, Miras, Progër, Qendër Bilisht                                     | Devoll   | 25.897    | 26.716    |
| Kolonja  | Barmash, Çlirim, Erseka, Leskovik, Mollas, Novosela, Qendër Erseka, Qendër Leskovik | Kolonja  | 7.519     | 11.070    |
| Korça    | Drenova, Korça, Lekas, Mollaj, Qendër Bulgarec, Vithkuq, Voskop, Voskopoja          | Korça    | 60.754    | 75.994    |
| Maliq    | Gora, Libonik, Maliq, Moglica, Pirg, Pojan, Vreshtas                                | Korça    | 31.008    | 41.757    |
| Pogradec | Buçimas, Çërrava, Dardhas, Pogradec, Proptisht, Trebinja, Velçan, Udenisht          | Pogradec | 46.070    | 61.530    |
| Pustec   | Pustec                                                                              | Korça    | 1.843     | 03.290    |

| Kreis    | Hauptstadt | Fläche   | Einwohner (2011) | Einwohner (2001) | Anzahl Gemeinden |
| -------- | ---------- | -------- | ---------------- | ---------------- | ---------------- |
| Devoll   | Bilisht    | 429 km²  | 26.716           | 34.744           | 5                |
| Kolonja  | Erseka     | 805 km²  | 11.070           | 17.179           | 8                |
| Korça    | Korça      | 1752 km² | 121.041          | 143.499          | 17               |
| Pogradec | Pogradec   | 725 km²  | 61.530           | 70.900           | 8                |